# Trayne
La Trayne o La Treyne fou una senyoria feudal, a la vora del Dordonya, a la comuna avui dita Lacacve (al departament d'Òlt) amb un notable castell del segle xiv.
La va adquirir Arquimbald de Grailly abans del 1400. Les senyories havia sorgit durant el segle xiii amb la construcció de castells per feudataris dels grans senyors. Algunes senyories però no van poder subsistir per la guerra, les malalties, accidents i altres aspectes (com la presència de guarnicions franceses o guarnicions o mercenaris anglesos) i eren donades a altres feudataris. Arquimbald sembla que va ser l'únic Grailly que la va posseir. El 1462 apareix en mans d'Annet de Cluzel. El 1467 Bastit i La Treyne van fer un pacte de límits i eren senyors Esteve de Vieillescazes i Hug de Cluzel. En aquest temps els Cluzel foren consenyors de Bastit i més tard senyors. Vers 1562 era senyor Joan, i va tenir un fill de nom també Joan, que es fa dir Joan de La Treyne i no pas Joan de Cluzel. El 1586 el castell de La Treyne, on era senyor Lluís, fou incendiat per ordre del duc de Mayenne; Lluís va morir el 1592 i li va succeir el seu fill Jaume, enfrontat amb la madrastra Joana de Genouillac. Jaume va ser assassinat el 1607 per ordre de la madrastra amb complicitat de Jofre de Vivans, un dels caps protestants i el suport del duc de Bouillon i vescomte de Turena, que van ser executats. La Treyne va anar a parar a Susanna de Cluzel que era vídua de Joan de Vassal, notable catòlic que va morir el 1593 defensant Carlux de les tropes del rei, i que es va casar amb Joan de la Ramière, un protestant. La família La Ramière va governar la senyoria i el [1661] van comprar Bastit. El 1687 Felip de la Ramière es titulava senyor de La Treyne i Bastit i governava conjuntament amb Gedeó II (fill de Gedeó I) que es va casar amb Maria de Lestrade de Floirac, i van tenir una filla, Maria que el 1711 es va casar amb Joan III de Cardaillac-Végennes, al que li va aportar en dot el castell i senyoria de La Treyne. La família de Cardaillac-Végennes fou la darrera en posseir la senyoria.